# Jobbágyi
Jobbágyi es un pueblo ubicado en el condado de Nógrád, Hungría.

## Superficie
Posee una superficie de 17,84 kilómetros cuadrados.

## Demografía
Hasta 2021 la población era de 1959 habitantes, con una densidad de población de 109,80 habitantes por kilómetro cuadrado.